# Церковь Николая Чудотворца в Плотниках
Це́рковь Никола́я Чудотво́рца, что в Пло́тниках — утраченный православный храм, находившийся в Москве, на Арбате, на месте нынешнего жилого дома № 45/24.

## История
История церкви связана с появлением в Москве обширной слободы дворцовых плотников, отстраивавших Москву после Смутного времени и пожаров. Именно они и возвели первую деревянную церковь в месте своего расселения, известную с 1625 года. В 1670—1677 годах на её месте появилась каменная церковь, в 1692 году к храму был добавлен придел Николая Чудотворца, а в 1700 году — Святой Троицы.
В 1852—1856 годах была разобрана и заново отстроена трапезная, добавлен придел Балыкинской иконы Божией Матери.
Приход церкви был небольшим — 30 соседних домов, населённых главным образом купцами и интеллигенцией. В 1907—1918 годах настоятелем церкви служил богослов, протоиерей Иосиф Фудель. В 1908 году он начал издавать журнал «Приходский вестник» — первое издание подобного рода в России. Журнал рассылался по квартирам всем прихожанам и выходил с небольшим перерывом до 1915 года.
В 1929 году храм закрыт, а в 1932 году снесён. В 1933—1935 годах на его месте был возведён жилой дом по проекту архитектора Леонида Полякова.